# Homiliarium
Um homiliarium é uma coleção de homilias, ou explicações familiares dos Evangelhos.

## História

### Antiguidade Tardia
Desde muito cedo as homilias dos Padres foram muito apreciadas e lidas em conexão com a recitação do Ofício Divino (ver também Breviário). Que o costume era tão antigo quanto o século VI, sabemos que São Gregório Magno se refere a ele, e São Bento o menciona em sua regra. Isto foi particularmente verdadeiro no caso das homilias do Papa Leão I, muito concisas e peculiarmente adequadas aos propósitos litúrgicos.

### Europa medieval
À medida que novas festas foram acrescentadas ao Ofício, a procura de homilias tornou-se maior e no século VIII, o século da codificação litúrgica, começaram a aparecer coleções de homilias. Tal coleção foi chamada de homiliarium, ou homiliarius (ou seja, liber) doctorum. No início da Idade Média, numerosas coleções de homilias foram feitas para fins de pregação.
Muitas homiliarias chegaram até nós e há referências medievais a muitas outras. Mabillon (De Liturgia Gallicana) menciona um homiliarium galicano muito antigo. Num manuscrito do século VIII encontramos referência a um homiliarium de Agimundus, um sacerdote romano. O Venerável Beda compilou um na Inglaterra. Na biblioteca episcopal de Würzburg está preservado um homiliarium do Bispo Burchard, companheiro de São Bonifácio. Alanus, abade de Farfa (770), compilou um grande homiliarium, que deve ter sido copiado com frequência, pois chegou até nós em vários manuscritos. Na primeira metade do século IX, Esmaragdo de São Mihiel compilou dos Padres um livro de homilias sobre os Evangelhos e Epístolas para todo o ano. Haimo, monge de Fulda e discípulo de Alcuíno, depois bispo de Halberstadt (841), fazia uma coleta para os domingos e festas dos santos. Rábano Mauro, outro aluno de Alcuíno, e Érico de Auxerre compilaram cada um uma coleção de homilias. Todos estes escritos em latim.

## Homiliarium de Carlos Magno
Talvez o homiliarium mais famoso seja o de Paulo Warnefrid, mais conhecido como Paulo, o Diácono, monge de Monte Cassino. Foi feito por ordem de Carlos Magno, e tem sido muito deturpado nos últimos tempos. Johann Lorenz von Mosheim e August Neander, seguidos por várias enciclopédias e muitos escritores protestantes, afirmam que o Imperador o compilou para que o clero ignorante e preguiçoso pudesse pelo menos recitar ao povo os Evangelhos e as Epístolas de Domingos e feriados. Na verdade, esta coleção específica não foi feita para uso no púlpito, mas para a recitação do Breviário, como mesmo uma leitura superficial do decreto real mostraria imediatamente. Seu caráter litúrgico é corroborado pelo fato de que as cópias foram feitas apenas para as igrejas que costumavam recitar o Ofício em coro. Cópias manuscritas deste homiliarium são encontradas em Heidelberg, Frankfurt, Darmstadt, Fulda, Gießen e Kassel. O manuscrito mencionado por Mabillon, e redescoberto por Ranke, em Karlsruhe, é mais antigo que a cópia de Monte Cassino do século X. A primeira edição impressa é a de Speyer em 1482. Na edição de Colónia (século XVI) a autoria é atribuída a Alcuíno, mas o decreto real aludido não deixa dúvidas quanto à finalidade ou ao autor; Alcuin pode tê-lo revisado. Embora não se destinasse expressamente aos pregadores, o homiliarium de Carlos Magno sem dúvida exerceu uma influência indireta sobre o púlpito, e ainda no século XV ou XVI serviu para propósitos homiléticos.

## Traduções e coleções
As traduções de homilias eram frequentemente encomendadas pela Igreja, e tornaram-se comuns. Alfredo, o Grande, traduziu para o anglo-saxão as homilias do Venerável Beda, e para o clero a "Regula Pastoralis" de São Gregório, o Grande. Ælfric selecionou e traduziu para o mesmo idioma passagens de Santo Agostinho de Hipona, São Jerônimo, Beda, São Gregório, Smaragdus e ocasionalmente de Haimo. Seu objetivo era reunir os extratos em um todo e, assim, apresentá-los em um estilo fácil e inteligível. Essas traduções ocuparam um lugar de destaque na literatura inglesa antiga. A primeira tradução alemã deste tipo foi feita por Ottfried de Weißenburg.
Coleções de homilias dos Padres da Igreja gregos e latinos podem ser encontradas na "Patrologia" de Migne. Um relato das edições de suas obras, incluindo homilias, está na Patrologia de Otto Bardenhewer. As homilias irlandesas que chegaram até nós são encontradas principalmente em "The Speckled Book" (Leabhar Breac), que foi escrito parcialmente em latim e parcialmente em irlandês. É amplamente abordado com homilias e paixões, vidas dos santos, etc. O " Livro de Ballymote " contém, entre assuntos diversos, assuntos bíblicos e hagiológicos; e o “ Livro de Lismore ” contém vidas dos santos sob a forma de homilias.
A encadernação e a iluminação dos evangelhos e homiliarias eram elaboradas e artísticas. Eles eram frequentemente depositados em um caixão altamente trabalhado ( Arca Testamenti ), que na Irlanda era chamado de cumdach (santuário). O imperador Constantino, o Grande, apresentou um texto dos Evangelhos com dispendiosa encadernação à igreja de São João de Latrão; e a Rainha Teodolinda fez uma apresentação semelhante à igreja de Monza.